# 영혼 성운
영혼 성운(Soul Nebula)은 카시오페이아자리의 동쪽에 위치한 발광성운이다.